# Ermentruda
Ermentruda, Irmentruda – imię żeńskie pochodzenia germańskiego, składające się z członów Ermen–, od germ. ermana ("wielki, wszechogarniający" — imię półboga germańskiego), oraz trut, od germ. thrūdi ("moc, siła") pomieszanego z drūda, stwniem. trūt, drūt ("ukochany, miły"). Pierwszy człon, ermana, występował w różnych imionach także w innych odmiankach, np. Ermina i Irmina (ta ostatnia wykształcona z poprzedniej, z podwyższoną artykulacją pierwszej samogłoski pod wpływem –i– w następnej sylabie).
Imię to notowane było w Polsce od XIII wieku w formach Ermentrudis, Hermentrudis, Hermtrudis, obecnie także m.in. jako Irmentrauda, Irmtraud, Irmtrauda, Irmtraut, Irmtrauta, Irmtruda. Możliwe średniowieczne zdrobnienia i formy pochodne to Emma, Imma, Ermusza, Imka, Jimka.

## Ermentruda (i osoby noszące to imię w pozostałych wariantach) imieniny obchodzą
- 2 lutego, jako wspomnienie św. Ermintrudy (Irmtrudy) z Kolonii[4],
- 29 kwietnia, jako wspomnienie św. Ermentrudy (Irmtrudy) z Hasnon[5],
- 29 maja, jako wspomnienie św. Irmtrudy z Millendonk[6].
- 30 czerwca, jako wspomnienie św. Erentrudy z Salzburga[2]

## Znane osoby noszące imię Ermentruda
- Ermentruda Orleańska, córka Odona I, hrabiego Orleanu, żona Karola II Łysego i matka Ludwika II Jąkały oraz Karola Dziecięcia
- Ermentruda (875—914), żona Wernera z Ivrei, córka Ludwika II Jąkały
- Ermentruda, córka Baldwina II Łysego